# Polyctor cleta
Polyctor cleta är en fjärilsart som beskrevs av Evans 1953. Polyctor cleta ingår i släktet Polyctor och familjen tjockhuvuden. Inga underarter finns listade i Catalogue of Life.